# Danh sách đảo Campuchia
Campuchia là một quốc gia có đường bờ biển ngắn, trong khi ba mặt tây, bắc, đông giáp biên giới đất liền với Thái Lan, Lào và Việt Nam, họ có biển ở phía nam. Campuchia có chiều dài bờ biển 443 km  cùng với các đảo và quần đảo gần bờ và ngoài khơi. Vùng vịnh lớn nhất là vịnh Kompong Saom, trong vùng vịnh này hầu như không có hòn đảo nào, hầu hết các đảo tập trung ngoài cửa vịnh.
Đây là Danh sách các đảo ở Campuchia:

## Nhóm đảo ở tỉnhKoh Kong/Vườn quốc gia Botum Sakor
| Tên                  | tên tiếng Anh           | tên tiếng Khmer | tên tiếng Pháp    | Diện tích | Ảnh |
| -------------------- | ----------------------- | --------------- | ----------------- | --------- | --- |
| Koh Kong (đảo)       | Outer Koh Kong Island   | កោះកុងក្រៅ           |                   | 105 km2   |     |
| Koh Sdach            | King Island             | កោះស្ដេច            |                   | 1,1 km2   |     |
| Koh Memei/Rokas      | Widow island            | កោះមេម៉ាយ            |                   |           |     |
| Koh Smach/Samit      | Rife Island             | កោះស្មាច់            |                   | 3,4 km2   |     |
| Koh Smach Phoumi     | Rife Island Village     | កោះស្មាច់            |                   | 0,8 km2   |     |
| Koh Ampil Thom       | Big Tamarind Island     | កោះអំពិលធំ           |                   | 34,4 ha   |     |
| Koh Ampil Kandal     | Central Tamarind Island | កោះអំពិលកណ្ដាល        |                   | 2,6 ha    |     |
| Koh Ampil Toch       | Small Tamarind Island   | កោះអំពិលតូច          |                   | 11,2 ha   |     |
| Koh Moul             | Round Island            | កោះមុល             | Ilot Cone         | 18,6 ha   |     |
| Koh Kapi             | "From the" island       | កោះកាពី             |                   |           |     |
| Koh Gondol           | Mouse/Rat island        | កោះកណ្ដុរ           |                   | 2,4 ha    |     |
| Koh Sralau           | Sralau tree island      | កោះស្រឡៅ            | Ile de Koh Sralou | 4,2 km2   |     |
| Koh Châkrei          | Chakrei island          | កោះចក្រី            |                   | 2,9 km2   |     |
| Koh Domloung         | Potato Island           | កោះដំឡូង            | Ile Plate         | 6,5 ha    |     |
| Koh Manoah/Kandal    | Pineapple/Middle Island | កោះម្នាស់/កណ្តាល       | Ile du Milieu     | 3,9 km2   |     |
|                      | North Island            |                 | Ilot Nord         | 0,153 km2 |     |
| Koh Lôy              | Pretty Island           | កោះឡូយ             |                   | 13,5 ha   |     |
| Koh Navan            | Navan island            |                 |                   | 6,9 km2   |     |
| Koh Ta Téam/Vaang    | Ancestor Team island    | កោះតាទាម            | Ile du Chenal     | 0,6 km2   |     |
| Koh Yâr              | Porch island            | កោះយ៉              |                   | 1,0 km2   |     |
| Koh Kruasah Knong    | Inner Family Island     | កោះគ្រួសារក្នុង        | Îles Koh Kussat   | 16,0 ha   |     |
| Koh Kruasah Krau     | Outer Family Island     | កោះគ្រួសារក្រៅ         | Îles Koh Kussat   | 12,5 ha   |     |
| Koh Kruasah Kandal   | Central Family Island   | កោះគ្រួសារកណ្ដាល       | Îles Koh Kussat   | 25,5 ha   |     |
| Koh Andaug           | Turtle Island           | កោះអណ្ដើក           |                   | 6,4 ha    |     |
| Koh Khmauch          | Ghost Island            | កោះខ្មោច            |                   | 10,9 ha   |     |
| Koh Nu               | That Island             | កោះនោះ              |                   |           |     |
| Rocher Table         | Table Rock              |                 |                   |           |     |
| Rocher Kusrovie      | Kusrovie Rock           |                 |                   |           |     |
| Rocher Du Branle-bas | Commotion Rock          |                 |                   |           |     |
| Îlots de la Comète   | Comet Islets            |                 |                   |           |     |
| Koh Chhan            | Table Island            | កោះឆាន់             |                   | 0,5 km2   |     |
| Koh Totang           | Square island           | កោះទទឹង            |                   | 0,8 km2   |     |
| Koh Rokas/Memas      | Irregular island        | កោះរកាស            |                   | 1,3 ha    |     |
| Koh Pao              | Kiddy island            | កោះ               |                   | 18,0 ha   |     |
| Koh Sanchaura        |                         | កោះ               |                   | 29,7 ha   |     |

## Nhóm đảo của thành phốSihanoukville/Krong Preah Sihanouk/Chhak Kampong Saom
| Tên                      | tên tiếng Anh              | tên tiếng Khmer | tên tiếng Pháp      | Diện tích | Ảnh |
| ------------------------ | -------------------------- | --------------- | ------------------- | --------- | --- |
| Koh Rong                 | Shelter island             | កោះរ៉ុង             |                     | 78 km2    |     |
| Koh Tuich                | Small Island               | កោះតូច             | Ilot Sud            | 1,4 ha    |     |
| Koh Rong Sanloem         | Rong Sanloem island        | កោះរុងសន្លឹម         |                     | 25 km2    |     |
| Koh Koun                 | Child Island               | កោះកូន             | Ile de Cone         | 6,9 ha    |     |
| Koh Bong Po-oun/Song Saa | Siblings/Lovers Islands    | កោះបងកោះប្អូន         | Les Frères          | 6,1 ha    |     |
| Koh Chanloh/Kaoh Krobai  | Torch/Water-Buffalo Island | កោះចន្លុះ/កោះក្របី       | Île du Milieu       | 1,9 ha    |     |
| Kaoh Preus               | Deer Island                | កោះប្រើស            | Île Nord-Ouest      | 0,5 ha    |     |
| Koh Puos                 | Snake Island               | កោះពស់             | Île Coudée          | 1,1 km2   |     |
| Koh Dek Koul (Pae)       | (Port) Nail Island         | កោះដែកគោល           | Rocher Carré        | 0,5 km2   |     |
| Koh Russei               | Bamboo Island              | កោះឫស្សី            | Ile Sud-Ouest       | 1,4 km2   |     |
| Koh Ta Kiev              | Ancestor Kiev Island       | កោះតាគៀវ            | Ile de la Baie      | 6,7 km2   |     |
| Koh Kaong Kang/Tass      | Mangrove/Disk Island       | កោះកោងកាង/ថាស        | Ile des Paletuviers | 0,9 km2   |     |
| Koh Traolach             | Melon Island               | ត្រឡាច            |                     |           |     |
| Koh Tres/K'teah          | Pan Island                 | កោះខ្ទះ             | Ile Ronde           | 7,5 ha    |     |
| Koh Preab                | Dove Island                | កោះព្រាប            | Île du Départ       | 1,0 ha    |     |
| Koh Doung                | Coconut Island             | កោះដូង             |                     | 1,9 ha    |     |
| Rocher Thmor             | Eiffel Rocks               |                 | Rocher Eiffel       | 0,1 ha    |     |

## Nhóm đảoVườn quốc gia Ream
| Tên          | tên tiếng Anh         | tên tiếng Khmer | tên tiếng Pháp | Diện tích | Ảnh |
| ------------ | --------------------- | --------------- | -------------- | --------- | --- |
| Koh Thmei    | New Island            | កោះថ្មី             | Ile du Milieu  | 40,3 km2  |     |
| Koh Seh      | Horse Island          | កោះសេះ              | Ile a L'eau    | 7,7 km2   |     |
| Koh Ki       | Ki Island             | កោះគី              |                | 2,2 ha    |     |
| Koh Sramauch | Ant Island            | កោះស្រម៉ោច           |                | 28,6 ha   |     |
| Koh Sampoch  | Meerkat/Ferret island | កោះសំពោច            |                | 0,5 ha    |     |
| Koh Dam      | Graft island          |                 |                | 1,1 km2   |     |

## Nhóm đảoKep
| Tên          | tên tiếng Anh              | tên tiếng Khmer | tên tiếng Pháp     | Diện tích | Ảnh |
| ------------ | -------------------------- | --------------- | ------------------ | --------- | --- |
| Koh Angkrang | Weaver ant Island          | កោះអង្ក្រង          | Ile des Fourmis    | 6,1 ha    |     |
| Koh Ach Seh  | Horse manure Island        |                 |                    | 8,3 ha    |     |
| Koh Pou      | Pou tree island            | កោះពោធិ             | Île Pirate du Nord | 32,2 ha   |     |
| Koh Kras     | Dense Island               | កោះក្រាស            | Île Rocheuse       | 2,9 ha    |     |
| Koh Matei    | Kindergarten island        | កោះមត្តេយ្យ          |                    |           |     |
| Koh Makprang | Makprang fruit island      | កោះម៉ាកប្រាង          |                    |           |     |
| Koh Sngout   | Dry Island                 | កោះស្ងួត            |                    |           |     |
| Koh Kok      | Heron/Egret island         | កោះកុក             |                    |           |     |
| Koh Svay     | Mango Island               | កោះស្វាយ            |                    | 6,3 ha    |     |
| Koh Tbal     | Mill grinder/Mortar Island | កោះត្បាល់            |                    | 14,7 ha   |     |
| Koh Thonsay  | Rabbit Island              | កោះទន្សាយ           | Koh Antay          | 1,8 km2   |     |
| Roche Rosita | Rosita rock                |                 | Roche Rosita       |           |     |

## Nhóm đảo ngoài khơi
| Tên             | tên tiếng Anh              | tên tiếng Khmer | tên tiếng Pháp | Diện tích | Ảnh |
| --------------- | -------------------------- | --------------- | -------------- | --------- | --- |
| Koh Tang        | "Legend" or Display island | កោះតាង             |                | 5,9 km2   |     |
| Koh Moul/Tuich  | Round/Small Island         | កោះមូល             |                | 1,9 ha    |     |
| Koh Domloung    | Potato Island              | កោះដំឡូង            |                | 46,7 ha   |     |
| Koh Trangol     | Shaved Island              | កោះត្រង៉ោល           |                | 1,0 ha    |     |
| Koh Thee Moy    | First Island               | កោះទីមួយ            | Îlots Sud-Est  | 2,0 ha    |     |
| Koh Thee Pee    | Second Island              | កោះទីបីរ            | Îlots Sud-Est  | 5,4 ha    |     |
| Koh Doung       | Coconut Island             | កោះដូង             |                | 8,3 ha    |     |
| Koh Pring       | Jambul Island              | កោះព្រីង            | ile Prins      | 0,7 km2   |     |
| Koh Poulo Wai 1 | Poulo Wai islands          | កោះពូលូវៃ            |                | 2,1 km2   |     |
| Koh Poulo Wai 2 | Poulo Wai islands          | កោះពូលូវៃ            |                | 1,7 km2   |     |
| Ilot Veer       | Crawl islet                | កោះវារ             |                | 6,2 ha    |     |
| Koh Veal        | Field island               | កោះវាល             |                | 5,1 ha    |     |